# Салафитская армия Абу Бакра
Салафитская армия Абу Бакра — иракская суннитская вооружённая организация, участвовавшая в Гражданской войне в Ираке.
Известно, что она арестовала и захватила около 564 сотрудников полиции и иракской армии, некоторых из них освободила после допроса, а другие все еще находятся под стражей. Они опубликовали около 100 фильмов о своей деятельности и ведут активную деятельность в Аль-Анбаре, Багдаде и Дияле .
Группировка присоединилась к Исламскому государству Ирак после убийства эмира ИГ Ирак Абу Омара аль-Багдади и военного министра Абу Хамзы аль-Мухаджира .
После этого было опубликовано заявление Управления по Медиа "Салафитской армии Абу Бакра", в котором опровергалось то, что было опубликовано Исламским государством Ирак относительно присоединения армии под знамена государства из-за разногласий по законным политическим вопросам, и что согласились присоединиться 9 их лидеров, а 10 других отказались.
Активность группировки прекратилась после окончания второй гражданской войны в Ираке, и с тех пор они не заявляли о каких-либо нападениях.